# Matthias Sammer

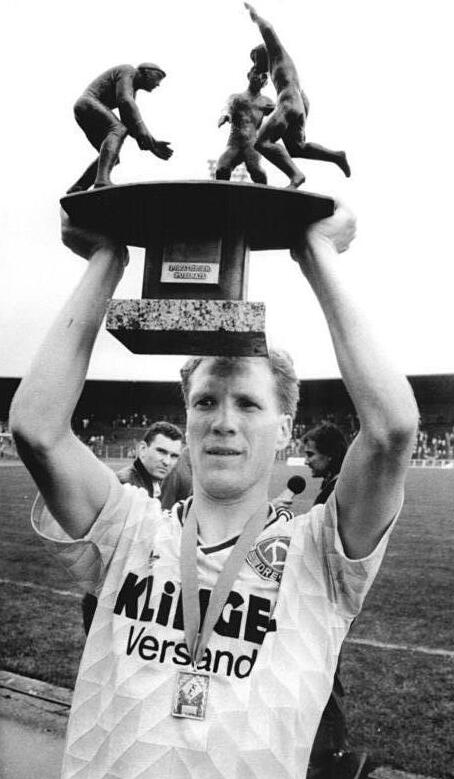
Matthias Sammer z Pucharem NRD w 1990

Matthias Sammer (ur. 5 września 1967 w Dreźnie, w NRD) – niemiecki piłkarz i trener piłkarski. W latach 90. zaliczany był do najlepszych środkowych obrońców Europy.
W barwach Borussii Dortmund dwukrotnie zdobył mistrzostwo Niemiec i raz wygrał Ligę Mistrzów, z drużyną narodową, w której barwach rozegrał 51 meczów, triumfował w Euro 1996. Po przedwczesnym zakończeniu sportowej kariery rozpoczął pracę szkoleniową w Borussii, którą doprowadził do zwycięstwa w Bundeslidze oraz finału Pucharu UEFA. Od maja 2006 do lipca 2012 roku był dyrektorem sportowym Reprezentacji Niemiec. Obecnie pracuje w zarządzie Borussii Dortmund.

## Kariera piłkarska
Na początku kariery był defensywnym pomocnikiem, z czasem został przesunięty na pozycję libero. Jest wychowankiem TSG Gröditz, później grał jeszcze w Einheit Drezno. W 1987 roku trafił do Dynama Drezno, a w listopadzie 1986 roku zadebiutował w reprezentacji NRD.
Po zjednoczeniu Niemiec przeszedł do VfB Stuttgart. W barwach tego klubu zdobył w 1992 roku mistrzostwo kraju. Przez pół roku występował w Interze Mediolan, a w 1993 roku został zawodnikiem Borussii Dortmund.
W klubie z Zagłębia Ruhry spędził pięć lat. To w Borussii został przesunięty do linii obrony i z czasem stał się jednym z najlepszych libero w Europie. Potwierdzeniem wysokiej formy było Euro 1996, na którym reprezentacja Niemiec zdobyła złoty medal. Po tym turnieju niemieccy dziennikarze nazwali go nowym Franzem Beckenbauerem. Pod koniec roku otrzymał Złotą Piłkę magazynu France Football dla najlepszego zawodnika grającego w ligach europejskich. Kilka miesięcy wcześniej świętował drugi (wcześniej w 1995) tytuł mistrza kraju z Borussią. W 1997 roku, po zwycięstwie w finale 3:1 z Juventusem, zdobył z nią Puchar Mistrzów.
W październiku 1997 doznał poważnej kontuzji kolana, która wyeliminowała go nie tylko z udziału w MŚ 1998, ale zmusiła do zakończenia piłkarskiej kariery. Sammer miał wówczas 30 lat.
Żaden z piłkarzy mających za sobą grę w drużynie narodowej NRD nie miał w reprezentacji zjednoczonych Niemiec tak silnej pozycji jak on.

## Sukcesy piłkarskie
- mistrzostwo NRD 1989 i 1990 oraz Puchar NRD 1990 z Dynamem Drezno
- mistrzostwo Niemiec 1992 z VfB Stuttgart
- mistrzostwo Niemiec 1995 i 1996 oraz Puchar Mistrzów 1997 z Borussią Dortmund

W reprezentacji NRD od 1986 do 1990 roku rozegrał 23 mecze i strzelił 6 goli.
W reprezentacji Niemiec od 1990 do 1998 roku rozegrał 51 meczów i strzelił 8 goli – mistrzostwo Europy 1996, wicemistrzostwo Europy 1992, ćwierćfinał Mistrzostw Świata 1994.
Najlepszy według France Football piłkarz roku 1996.

## Kariera szkoleniowa
Po zakończeniu kariery sportowej pozostał w Borussii Dortmund jako członek sztabu szkoleniowego.
W lipcu 2000 roku zastąpił Udo Lattka na stanowisku pierwszego trenera i w swoim pierwszym sezonie doprowadził zespół do trzeciego miejsca w Bundeslidze. W kolejnym z drużyną, w której barwach grali m.in. Jens Lehmann, doświadczeni obrońcy Jürgen Kohler i Christian Wörns, młody Christoph Metzelder, napastnik Márcio Amoroso oraz czeski duet Tomáš Rosický – Jan Koller, odzyskał po sześcioletniej przerwie mistrzostwo Niemiec i dotarł do finału Pucharu UEFA, w którym Borussia przegrała z Feyenoordem. Odszedł z klubu z Dortmundu po rozgrywkach 2003–04.
Szybko znalazł zatrudnienie w VfB Stuttgart, w którym pracował przez rok. Piąte miejsce na finiszu rozgrywek 2004–05, mimo iż gwarantowało grę w Pucharze UEFA, nie satysfakcjonowało władz klubu, które postanowiły rozstać się z trenerem.
Sammer przez pół roku odpoczywał od futbolu. W maju 2006 roku, na miesiąc przed mistrzostwami świata, został dyrektorem sportowym reprezentacji Niemiec.

## Sukcesy szkoleniowe
Borussia Dortmund
- mistrzostwo Niemiec 2002,
- III miejsce w Bundeslidze w 2001 i 2003,
- finał Pucharu UEFA 2002.